# Batalla del Molino del Rey
La Batalla del Molino del Rey fue un enfrentamiento ocurrido el 8 de septiembre de 1847 entre el ejército estadounidense y el ejército mexicano durante la Intervención estadounidense en México, en las inmediaciones de la Ciudad de México.
Después de las victorias obtenidas en la Batalla de Padierna y en la Batalla de Churubusco, el general Winfield Scott decidió tomar la capital mexicana por el poniente. Pactó un armisticio con Santa Anna y unilateralmente lo declaró roto, procediendo a desplegar sus tropas frente al Molino del Rey, una edificación de la época virreinal, ubicada en los límites del bosque de Chapultepec.
Aunque los estadounidenses tomaron la posición tuvieron que abandonarla al no encontrar la supuesta fundición de cañones. Se abrió una investigación militar para deslindar responsabilidades por el número de bajas para ocupar una edificación carente de valor.

## Antecedentes

### El Campo de batalla
El ejército estadounidense avanzó desde el día 7 de septiembre sobre la línea de batalla que con gran pompa militar fue estableciendo Antonio López de Santa Anna en los campos de Molino del Rey, la Casamata, Los Morales y Anzures.
El Ejército Mexicano ocupó, tras el Bosque de Chapultepec, el Molino del Rey, dividido en dos secciones por un acueducto que ofrecía ser un buen abrigo atrincherado a los defensores. Parte de la finca estaba constituida por el fuerte edificio del Molino del Salvador, ligado por la línea del acueducto a un antiguo molino de pólvora, dentro de cuyo edificio Winfield Scott recibió información de que los mexicanos estaban construyendo cañones aprovechando el armisticio.
Al norte de esta línea, cuyos extremos eran dos construcciones de tezontle y cantera, estaba la Calzada de Anzures, que quiebra al oriente, en tanto que al sur se limitaba el frente con los muros y cercas lejanas que veían a los campos y lomas de Tacubaya.
Al Noroeste de los molinos había otro edificio aislado, la Casa Mata, que servía como depósito de pólvora, y estaba rodeado de un pequeño foso y varias líneas de chaparros parapetos. Sobre la extensión que abarcaba estas posiciones, en torno de algunas millas, se alzaba la cresta más alta del Castillo de Chapultepec, cubriendo defensivamente la región occidental con los agresivos fuegos de sus cañones.

### Línea de defensa mexicana
En la izquierda, sobre los molinos, se colocó el día 6 de septiembre la brigada del general Antonio de León, compuesta de los batallones de Guardia Nacional del Distrito Federal: Libertad, Querétaro y Mina, con una pequeña batería de tres piezas de batalla de 8 libras.
A la mañana siguiente se reforzó esta guarnición con la brigada del general Francisco Pérez, compuesta de los Batallones 4º Ligero y 11º de Línea, ocupando la Casa Mata en el flanco derecho, en tanto que en el centro se situó la brigada del general Simeón Ramírez, compuesta por los batallones Fijo de México, 2º Ligero y 1º y 12º de Línea.
La brigada del general Joaquín Rangel reforzó la izquierda el mediodía del 7 de septiembre con los batallones Granaderos de la Guardia, Activo de San Blas, Mixto de Santa Anna y Fijo de Morelia.
Dos mil setecientos caballos del Ejército del Sur, al mando del general Juan N. Álvarez se situaron a tiro de cañón de la Casa Mata, sobre la era de la Hacienda de Los Morales, a una legua al poniente de la fortaleza de Chapultepec, con la orden de estar a la expectativa de la batalla, para caer en el momento oportuno sobre el flanco izquierdo de las tropas estadounidenses, demasiado ocupadas con la infantería mexicana.
La reserva la formaron los batallones 1º y 3º Ligeros, al mando del teniente coronel Miguel María de Echegaray, pernoctando estas tropas en lo alto de Chapultepec.
Pero la batalla que espera Santa Anna para el día 7 de septiembre no se verifica, y creyendo que Scott ha escogido el sur, amagando la Garita de San Antonio Abad, desguarnece la noche del mismo 7 la potente línea de defensa de Molino del Rey, enviando a la brigada de Ramírez a reforzar las garitas de Niño Perdido, San Antonio Abad y La Candelaria.

### Plan estadounidense
La División del general William Worth destacó sus oficiales de ingenieros por entre las lomas de Tacubaya, frente a las posiciones mexicanas, y ya en la madrugada quedaron instaladas sus gruesas baterías, cuyos cañones habrían de sostener el ataque combinado de cuatro mil infantes bien armados y cubiertos por nubes de ligeros dragones, teniendo a retaguardia las tropas de reserva del general George Cadwalader.
En la izquierda avanzó la brigada del general John Garland y por la derecha lo hizo la columna del teniente coronel James Mackintosh. Estas fuerzas fueron respaldadas por cuatrocientos efectivos de tres compañías de dragones y dos piezas de batalla de 24 libras, amén de las seis ligeras de 12 libras.

## La batalla

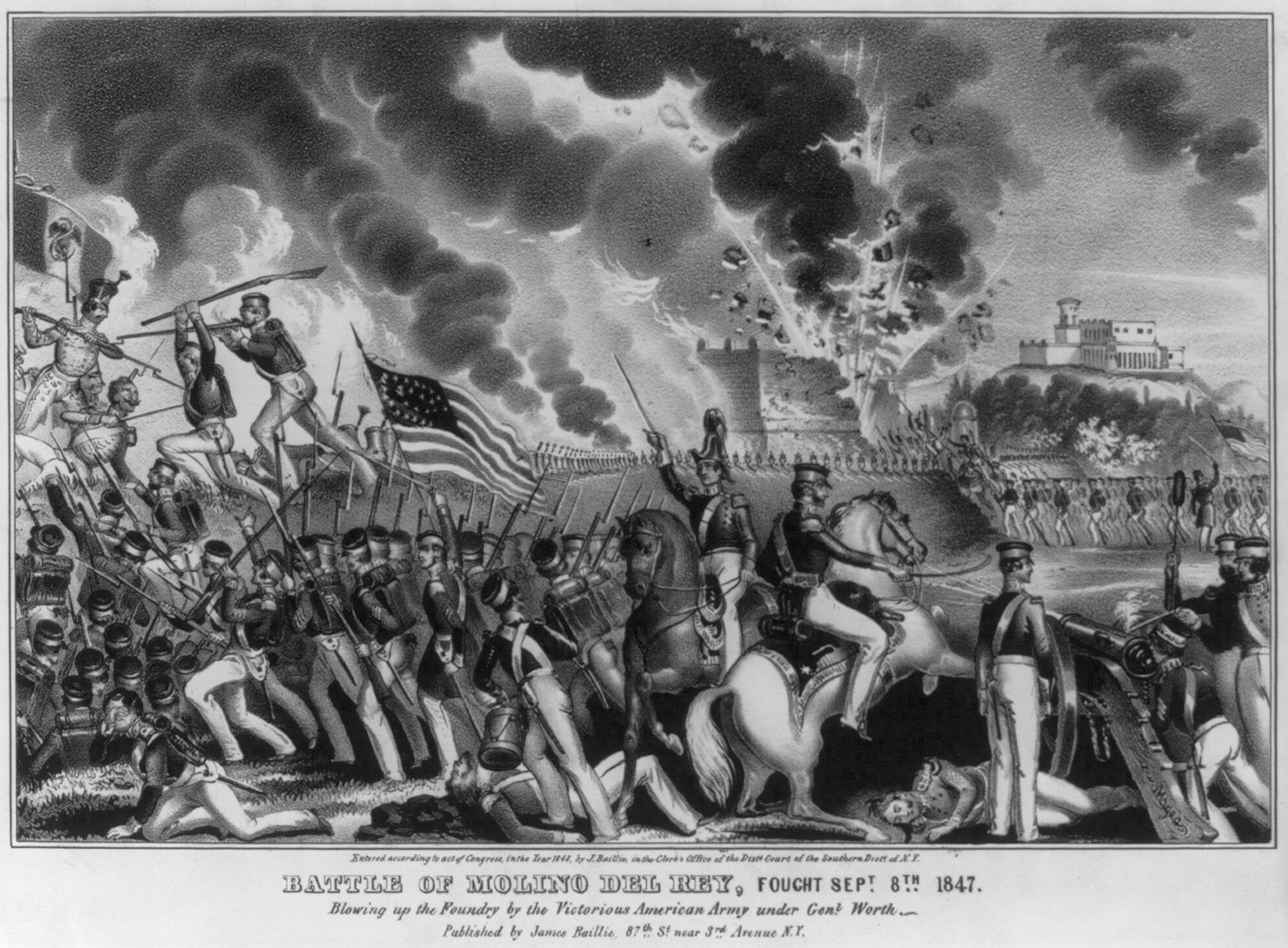
Fuerzas armadas estadounidenses al mando del General William J. Worth.

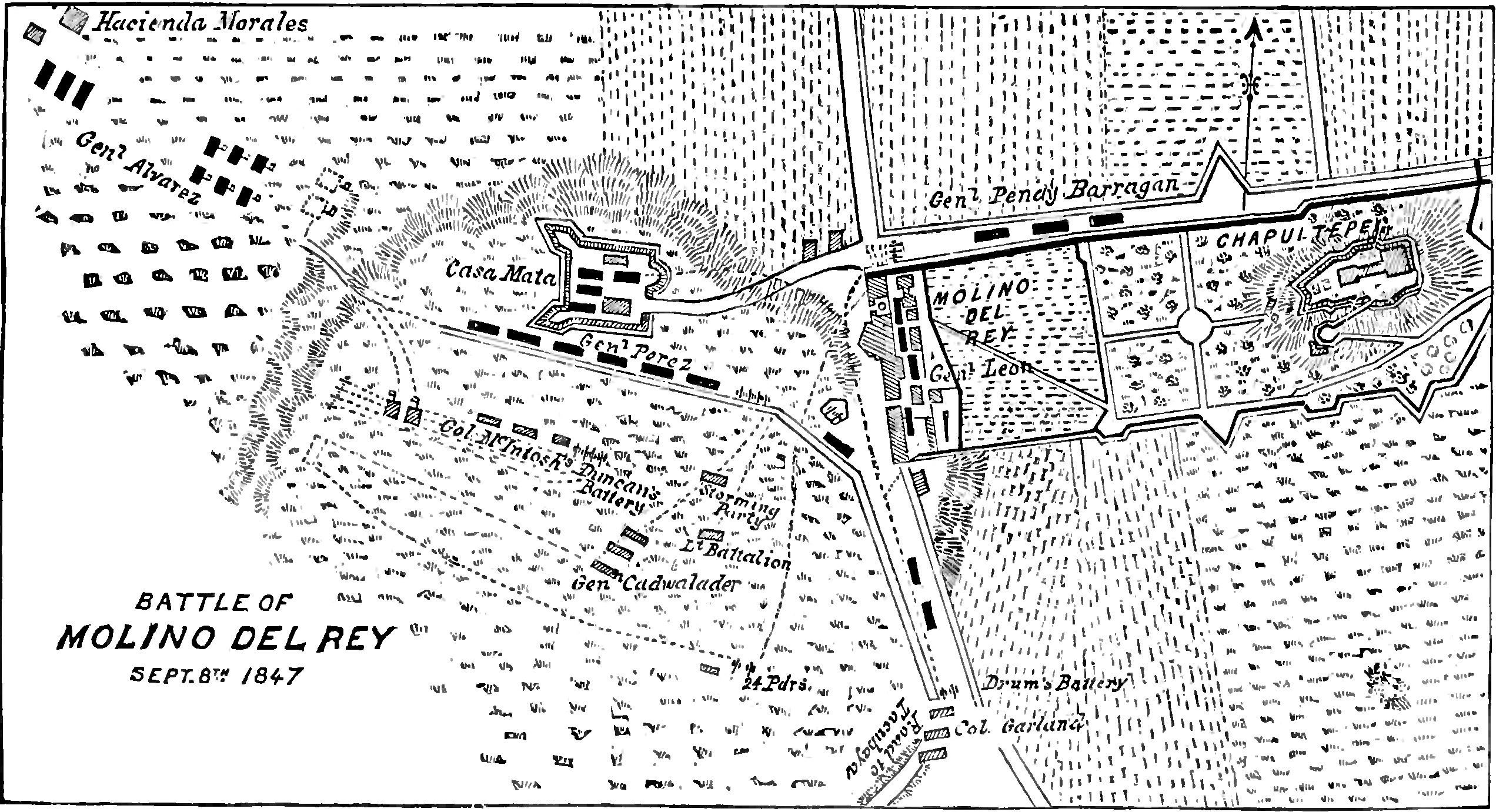
Mapa del Ejército estadounidense del ataque al Molino del Rey.

Al amanecer del 8 de septiembre de 1847, los cañones estadounidenses realizaron tiros contra el campamento mexicano, a lo que se respondió con determinación la batería central del general Antonio Carona. A derecha e izquierda fueron avanzando las columnas de Garland y Mackintosh, protegidas por las piezas estadounidenses.
Los cañones de Chapultepec y la batería de Carona respondieron ferozmente al estupendo fogonear del enemigo.
Después de largos despliegues para formar las columnas de asalto, Garland destaca una sección de mil doscientos hombres del 8º Regimiento de Infantería, que lentamente se aproximaron a tomar la batería mexicana del centro.
Pronto se encontraron frente a dos compañías del 2º Ligero, tras el acueducto, pero no obstante la resistencia de este cuerpo, apoyada por los cañones de Chapultepec, los estadounidenses rompieron su último fuego para llegar a la bayoneta a la batería y voltear sus tres cañones, llevándoselos a toda carrera hacia su campo. Al mismo tiempo, la columna de Mackintosh se lanzó sobre el edificio del Salvador, protegida por sus gruesos cañones, en tanto que Cadwalader amenazaba parte de la izquierda.
Volviendo a la columna de Estados Unidos que capturó a la batería central mexicana, entre la Casa Mata y Molino del Rey: se apodera de las piezas y ya las lleva en son de triunfo, cuando tras los victoriosos estadounidenses carga a paso veloz el 3º Ligero del teniente coronel Echegaray, que en Chapultepec permanecía de reserva.
Carga el valiente cuerpo y los estadounidenses, acosados a retaguardia vuelven caras, tienden a sus tiradores entre pequeñas columnas que se abalanzan sobre las mexicanas, a la bayoneta, pero retroceden.
Y extendido otra vez en amplia franja el combate a fuego y arma blanca, logran las banderas mexicanas bellos triunfos: las columnas de los coroneles Echegaray y Lucas Balderas recuperan, en medio de la refriega, los cañones capturados, y allá en la Casa Mata se rechazan a las columnas de Mackintosh, varias veces, las baterías estadounidenses prosiguen su nutrido fuego, fuertemente contestado por los cañones en lo alto de Chapultepec. Tras rechazar el ataque estadounidense de nuevo, los mexicanos abandonan sus posiciones defensivas para matar a los heridos.
El contraataque de 700 hombres dirigido por Echeagaray estuvo a punto de llegar a las líneas estadounidenses pero al no verse secundado por el resto del ejército ni por la caballería tuvo que retroceder en orden para no ser flanqueado, llevando consigo los cañones recuperados. 
Sin embargo, cubierto por las lomas de Tacubaya, Winfield Scott acaba de relevar del mando a Woth, por su torpeza en el ataque, y dirige las operaciones del bando estadounidense. Llama a todas las reservas de Cadwalader, ordenando venir desde Tacubaya las fuerzas de los generales Gideon Pillow y John Quittman, y entonces dirige tres nuevas columnas sobre el centro de la línea mexicana.
Cargan de nueva cuenta los estadounidenses; se precipitan de nuevo sus columnas ante la nube de fuego de armas ligeras mexicanas, a las que llega a reforzar el general Francisco Pérez Arévalo y el Batallón "Hidalgo" del general Francisco Pacheco, el combate se desarrolla más intenso, más desesperado y sangriento, y de nueva cuenta se retiran vencidos los regimientos estadounidenses, enviando a su izquierda a la batería de Duncan, dispuesta a contener a la caballería del general Álvarez, lista a entrar en acción en la Hacienda de Los Morales.
Los estadounidenses también habían sido rechazados de la Casa Mata, y las tropas del General Díaz de la Vega saltan los parapetos, persiguiendo a los enemigos a la bayoneta, tomándoles varios prisioneros.

«Las baterías de ambas partes no habían dejado de jugar; pero el ruido de la fusilería cesó un momento, y al disiparse el humo, dejaba ver las columnas enemigas que con decision avanzaban de nuevo sobre los molinos y Casa Mata. La batalla comenzó por segunda vez, y á pesar de lo desventajosa que era ya nuestra línea, no se notó en toda la infantería, ya de Guardia Nacional, ya de línea, sino el entusiasmo mas ardiente, el deseo mas vivo de combatir. La columna que asaltaba los molinos, como en la primera vez, fue recibida por un horrible fuego de fusilería. Las tropas estaban colocadas en el acueducto y en las azoteas: además, en la primera era algunas fuerzas del tercero ligero, con una pieza de artillería; y detrás de una pequeña zanja, en cuya orilla todavía existen plantados algunos magueyes, colocó el coronel Echagaray unos tiradores, que ofendian considerablemente al enemigo. Los americanos volvieron en esta vez, si no a retirarse, al menos a vacilar en su tentativa. La segunda columna, al mando del coronel Mac-Intosh, protegida como hemos asentado, por la batería de Duncan avanzo resueltamente a la Casa Mata. Las tropas mexicanas que la guarnecian, no pueden contener su entusiasmo, saltan de los parapetos, forman su línea, avanzan sobre el enemigo valientemente, comenzandole a hacer fuego cuando estaban a distancia de 25 varas. El jefe y los principales oficiales americanos, que conducían esta columna de asalto, caen heridos o muertos: Los soldados quedan momentáneamente sin jefe, y agobiados con las descargas de fusíleria, huyen precipitadamente, y solo van a reunirse al punto donde estaba situada la batería del coronel Duncan.»

Era de esperarse que en esos instantes tan apremiantes y decisivos se presentara la división de caballería de Álvarez, cargando para dar un rotundo golpe al ejército rechazado, mientras que las reservas de Santa Anna, junto a las fuertes brigadas de los generales Manuel María Lombardini y Joaquín Rangel, se aproximaban a los campos orientales para acometer a los estadounidenses por la derecha y la retaguardia.
Mas, por una des coordinación que se explica por la impericia y la falta de comunicación y unidad en el alto mando mexicano, Álvarez no cargó, lo que obligó a detenerse a la brigada que dirigía Santa Anna; y entonces, vueltos a rehacerse los estadounidenses, retornaron al asalto. Truenan los últimos cañonazos y disparos de fusil de la posición mexicana, y uno a uno van cayendo los molinos, retirándose en buen orden las tropas mexicanas hacia el bosque de Chapultepec, no sin antes clavar las piezas de artillería que no fue posible evacuar a cabeza de silla, dejándolas inservibles.

## Concluida la batalla
Una vez terminada la batalla, los norteamericanos se encuentran con la sorpresa de que en la Casa Mata no había el gran arsenal que creía el general Scott. Para peor suerte del bando estadounidense, cuando estaban dentro de la Casa Mata un bala de cañón dirigida desde Chapultepec cayó al centro del edificio, matando todavía a varios oficiales y soldados norteamericanos. El golpe es tan fuerte, que los estadounidenses regresaron a su cuartel en Tacubaya. El mismo Santa Anna que llegó después de terminada la batalla lanzó campanas a vuelo en la Ciudad de México, anunciando victoria, aunque el desánimo de la tropa por no haber obtenido un triunfo arrollador -como en ciertos momentos de la batalla parecía que se lograba- dejó un ambiente sombrío por parte del ejército mexicano. 
Este combate fue uno de los más terribles de la guerra; solamente en la victoria mexicana de La Angostura se desarrolló tal ímpetu en ambos bandos. Hubo refriegas en las que jefes y oficiales de los dos ejércitos, dando ejemplo de valor a sus soldados, se precipitaron ante las fuerzas enemigas, cayendo al frente de sus tropas el general Antonio de León y los coroneles Lucas Balderas y Gregorio Gelati, y heridos los comandantes Echegaray, Díaz de la Vega y Anastasio Parrodi, por el lado mexicano; por los estadounidenses Mackintosh recibió un certero tiro en la frente al momento de liderar el ataque hacia la Casa Mata. Juan Álvarez se excusaría en lo inadecuado del terreno contra las acusaciones de cobardía que se le hicieron por no ordenar la carga de caballería(a pesar de que solo 270 elementos de caballería al mando del mayor Summer cruzaron ese mismo sitio para atacarlo, haciendo que Álvarez ordenara retirada).
Por el bando mexicano se contabilizaron 769 bajas, entre muertos, heridos y prisioneros, entre ellos 51 jefes y oficiales, la mayoría de la Brigada del General Antonio de León.
Los estadounidenses tuvieron 58 jefes y oficiales, 725 clases de tropa muertos, y más de mil cien heridos.

## Galería

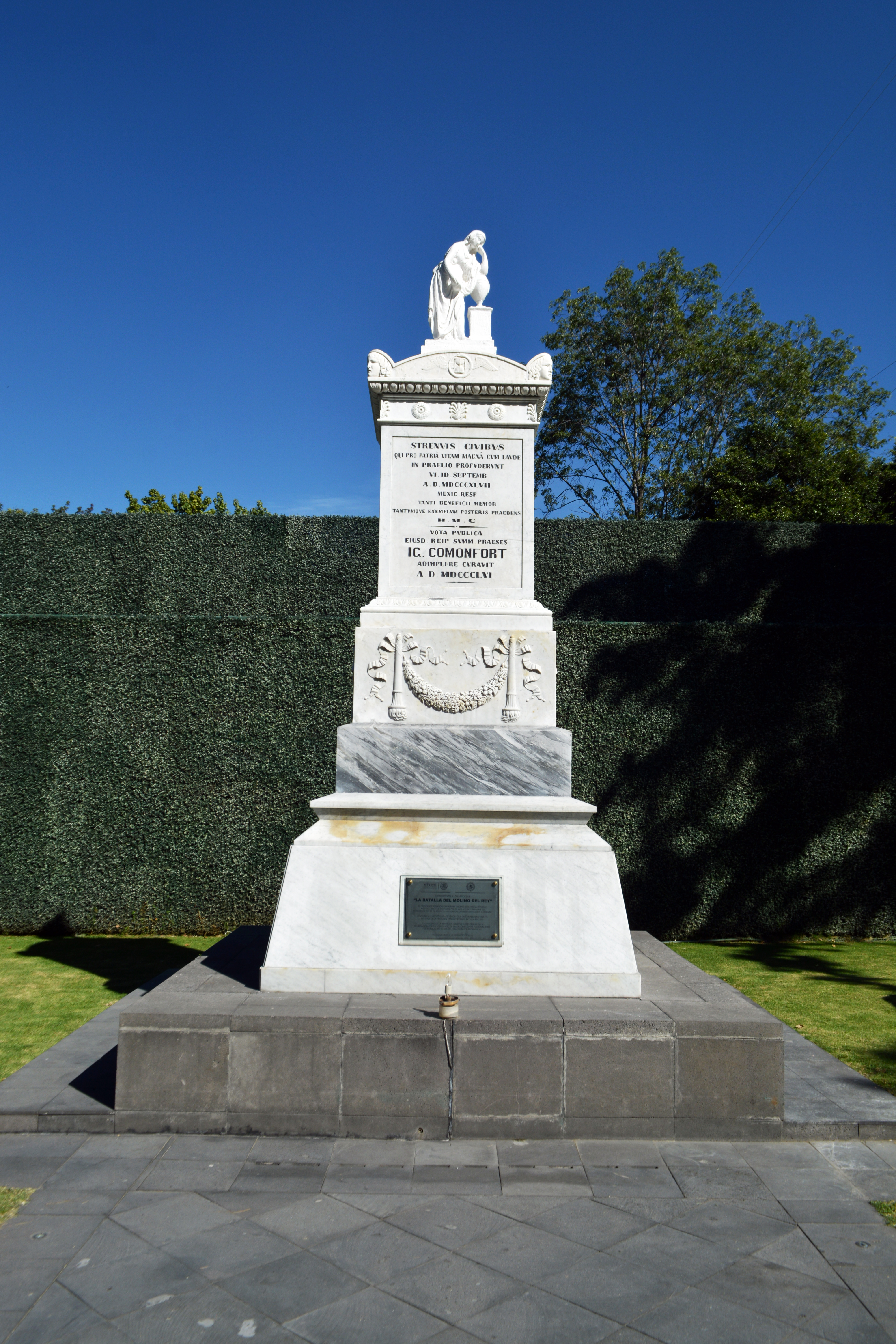
Monumento funerario a la batalla ordenado construir en 1856 por el gobierno de Ignacio Comonfort. Contiene los restos óseos de generales que participaron en la batalla por el lado mexicano.
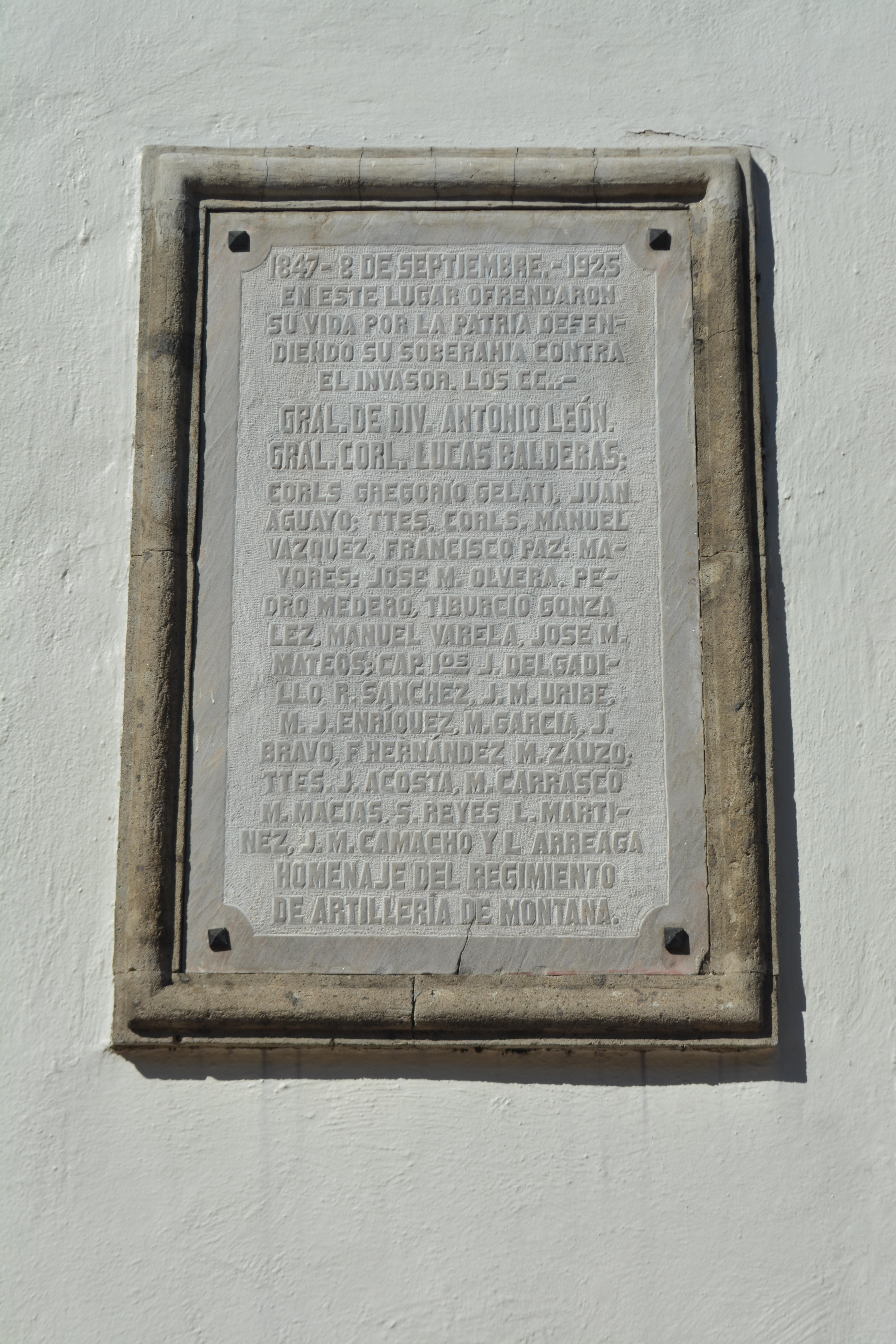
Placa conmemorativa de la batalla en el Molino del Rey, develada en 1925 y dedicada a los generales Antonio de León, Gregorio Gelati y otros
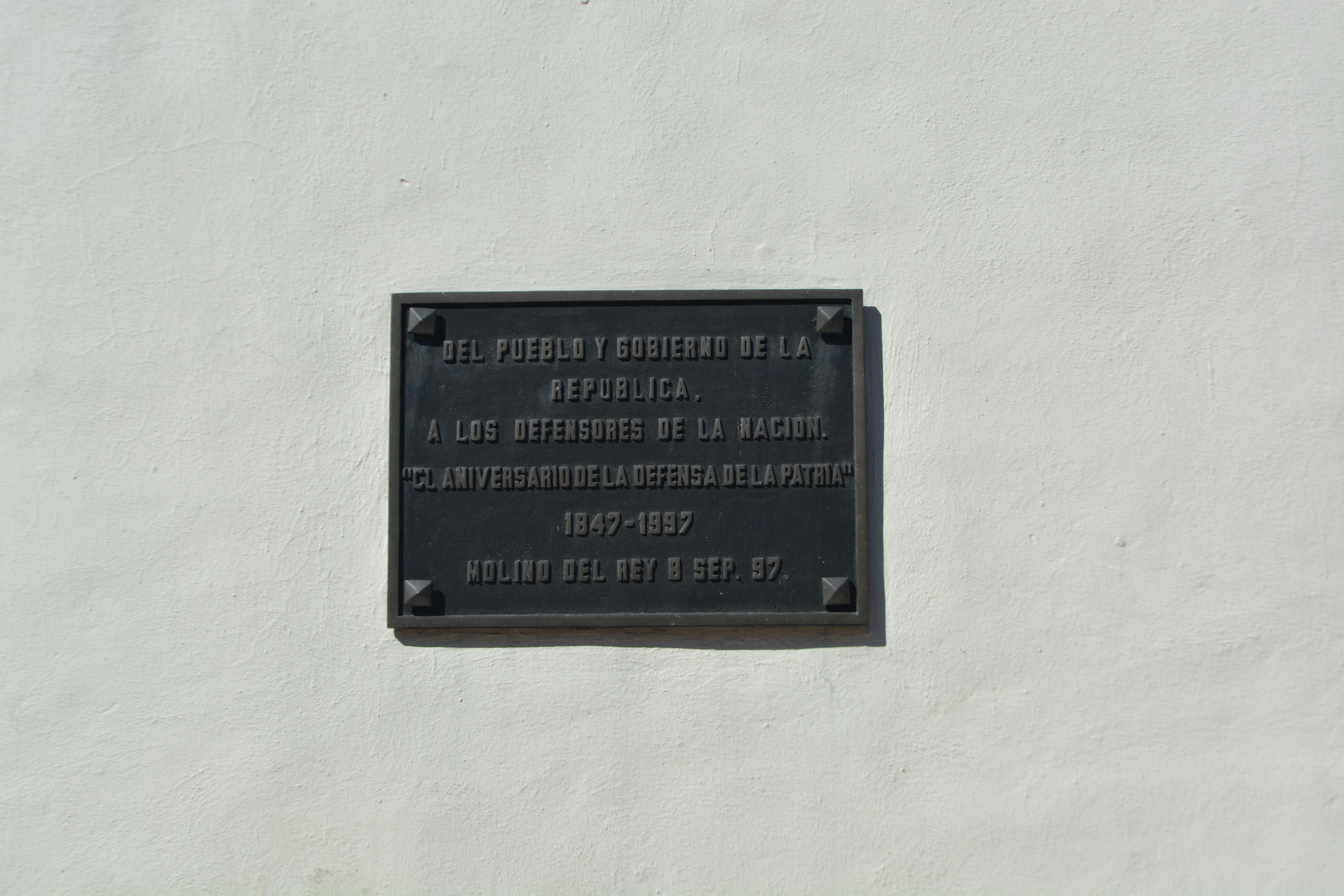
Placa conmemorativa por los 150 años de la batalla, 1997.